# Taguatinga (Distrito Federal)
Taguatinga es una región administrativa del Distrito Federal brasileño.

## Historia
En 1970, el gobernador Helio Prates da Silveira, por medio del Decreto 571/70, reconoce oficialmente Taguatinga como una ciudad. Alrededor de  1749, cerca del Córrego Cortado, apareció un pequeño pueblo, conformado por bandeirantes y troperos que buscaban establecer sesmarias, que son tierras sin cultivos o sin personas viviendo allí, en la Capitanía de Goiás, éste fue el primer aterrizaje del hombre blanco en las futuras tierras de la ciudad de Taguatinga, previamente ocupada por indígenas del tronco lingüístico macro-jê, como los acroás, los xacriabás, los xavantes, los caiapós, los javaés, etc. Sin embargo, algunos de estos aventureros se alegraron con la posibilidad de tener oro y diamantes, cerca del Cortado. En 1781, la hacienda Taguatinga fue vendida para Antônio Couto de Abreu, hijo del Bandeirante Urbano Couto y Menezes. En 1781, la hacienda Taguatinga fue vendida a Antônio Couto de Abreu, hijo del Bandeirante Urbano Couto y Menezes. 
La consolidación de la ciudad se dio mucho más tarde, casi 2 siglos después de ese período, fundada principalmente por el gran contingente poblacional interesado por la construcción de Brasilia.
Con el cambio de la capital de Brasil hacia el interior del país, muchos obreros se trasladaron de todas las regiones para construir la nueva capital, sin embargo, decidieron hacer allí también su vivienda. Pero, como eran pobres, ocuparon tierras y construyeron tiendas de campaña, demostrando para un país la realidad de pobreza en que vivía su población.
Para aplacar las invasiones constantes en tierras cercanas de la capital, se creó la ciudad de Taguatinga, el 5 de junio de 1958, en tierras que antes pertenecían a la Hacienda Taguatinga. Al comienzo la ciudad se llamaba "Villa Sarah Kubitschek" pero, después, su nombre fue cambiado a "Santa Cruz de Taguatinga", permaneciendo solo Taguatinga. A veces, los ciudadanos locales simplemente la llaman "Taguá".
Algunos meses después de que las primeras personas se mudaron a Taguatinga  ya había en el lugar escuelas, hospitales, establecimientos comerciales, etc. Era la creación del asentamiento de la primera entonces ciudad-satélite de Brasília.
Taguatinga se desarrolló especialmente en función del comercio y de los empleos que su población conquistaba. Se transformó en un importante centro comercial dentro del Distrito Federal y polo de atracción para la población de las ciudades cercanas, abriendo centros comerciales de gran porte. En los últimos años, se clasificó  como una de las regiones más ricas del Distrito Federal, siendo considerada la capital económica del Distrito Federal. Algunas regiones administrativas que previamente formaban parte de la región administrativa de Taguatinga son: Ceilândia, Samambaia, Águas Claras y Vicente Pires 
La patrona de la ciudad es Nuestra Señora del Perpetuo Socorro, cuya  fiesta litúrgica se da el 27 de junio..
Taguatinga está a 19 kilómetros de Brasilia, en el Distrito Federal.

## Etimología
El sufijo "-tinga" significa "blanco" en lengua tupi. Ya sobre el prefijo "ta'wa" hay bastante controversia. En un primer momento "ta'wa" fue traducido como "pájaro", y "ta'wa'tinga" iba a significar "pájaro blanco". El Centro Educativo Ave Branca (CEAB) tiene este nombre por esta razón, y también por este motivo un pájaro forma parte de la Bandera de Taguatinga, que se  inspiró en el poema Ta'Wa'Tiga de Antonio García Muralha. Por casualidad, el gavión-tijera - predominantemente blanco - es muy común en la región, aunque no se tiene registro de que el animal sea conocido por "Taguatinga". Pero Taguá, una especie de arcilla amarillenta o roja, viene del tupí "ta'wa", que puede haber generado también la palabra "taba", casa indígena. Entonces, "ta'wa" significa "arcilla", y "ta'wa'tinga" tería significado de  "arcilla blanca" hecha geológica que se verifica en la región, principalmente cerca de la Corriente Taguatinga y del Corriente Cortado.

## Geografía
Taguatinga se encuentra en la parte oeste del Distrito Federal, de acuerdo del punto de vista geográfico. Sus coordenadas son 15 ° 50'00 (S), 48 ° 03'23 (O), quedando a una altitud de 1 200 metros sobre el nivel del mar, cuyo relieve es en su mayor parte plano, presentando algunas ligeras ondulaciones. La flora corresponde es predominantemente típica del dominio del Cerrado. En algunos lugares de la ciudad es posible observar especies de gimnospermas, como los pinos y también numerosos tipos de árboles derivado de otros biomas brasileños.

### Caractarización topográfica
La compartimentación topográfica, presentada por el IGA / DF para la región administrativa, evidencia los siguientes datos: relieve plano (60%) y ondulado (40%). Desarrollado en su gran mayoría por suelos Latossolos, y también suelos cambiolos, hidromórficos-plintossolos y suelos gleis distintos.

### Clima
El clima es tropical con estación seca, tipo Aw en la clasificación climática de Köppen-Geiger, con un verano húmedo y lluvioso y un invierno seco y una parte frío. 

### Vegetación
El Distrito Federal tiene gran variedad de vegetación, reuniendo 150 especies. La mayoría es propia, típica del cerrado, y de porte medio, con altura de 15 a 25m. Muchas están protegidas, que es un reconocimiento del valor artístico; cultural o histórico de um bien transformándolo en pratrimonio oficial público, por el Patrimonio Ecológico del Distrito Federal, para mantener su preservación.  Algunas de las principales: pindaíba, paña, ipê-púrpura, ipê-amarillo, pau-brasil y buriti.
La preservación de la vegetación en el Distrito Federal es un tema recurrente, especialmente por la preocupación por conservar la flora original. La deforestación provocada por el aumento de la agricultura es uno de los problemas enfrentados en la región de Taguatinga y en el Distrito Federal, siendo así, según la Unesco, desde el principio, en los años 1950, el 57% de la vegetación original del Distrito Federal ya no existe.  Para ayudar con la preservación, son ejecutados programas de concientización y de reformas estructurales para disminuir la degradación de la vegetación y también de la fauna y los ríos de la región.

## Demografía
Los habitantes taguatinguense se distribuyen en un territorio cuya extensión corresponde a 121,34 km². En vista de las constantes desapariciones de territorio que Taguatinga suportó en los últimos años, su índice de crecimiento poblacional se redujo mucho. Teniendo en cuenta su área y la población actualmente de la región administrativa, la densidad demográfica es de 1.828,82 hab./km².En Taguatinga hay cerca de 221 909 habitantes (PDAD 2010/2011).

## Subdivisiones
Subdivida en tres áreas: Taguatinga Norte, Taguatinga Centro y Taguatinga Sur. Taguatinga está formada por sectores de cuadras residenciales, comerciales e industriales.
Los sectores son destinguidos por siglas, que crean el direccionamiento de la ciudad. De esta manera, en Taguatinga Norte, están los sectores Cuadra Norte "A", Cuadra Norte "B", etc., cuyas cuadras son frecuentemente referenciadas por las siglas, seguidas de la numeración de la cuadra: QNA 2, QNB 15, QNC 8, etc. Habitualmente cada cuadra corresponde a una calle.
En Taguatinga Sur, la identificación es similar: Cuadra Sur "A", Cuadra Sur "B", etc., normalmente referenciadas por las siglas: QSA 2, QSB 10, etc. El último sector de Taguatinga Sur es el QSF, está también el sector comercial CSG.
Las cuadras comerciales de cada sector se identifican con la letra "C" al comienzo de la sigla. De este modo, tenemos: CNA 1, CNB 13, CSB 8, CND 2, etc.
Las cuadras en el centro de Taguatinga se identifican solamente por la letra "C". Así, tenemos: C1, C2, C3, etc.
Las cuadras del sector industrial, en Taguatinga Norte, son identificadas por la sigla "QI", Cuadra Industrial.

## Economía
Los más importantes centros comerciales de la ciudad son la Avenida Comercial (dividida en Norte y Sur), Avenida Central y Avenida Hélio Prates, el centro comercial Alameda  y el conocido Pistón Sur, donde se encuentra el centro comercial Taguatinga, hipermercados, una zona de tiendas de moda, un centro empresarial, diversas facultades, una fábrica de refrescos, y numerosos concesionarios de automóviles, entre otros establecimientos.
Un pequeño centro de industrias (la CI) se ubica entre la Avenida Samdu Norte y la Avenida Hélio Prates. Hay otra área industrial importante cerca de la BR-060.
La región reconocida como "Sector H Norte", cercana a la BR-070, reúne una gran diversidad de talleres y tiendas de repuestos de automóviles. En el sector QNL, próximo de la Avenida Elmo Serejo, hay una pequeña zona de industrias gráficas (SIGT).
La ciudad fue la 12.ª región con un mercado inmobiliario más caro del Brasil en 2012, según el "Anuario del Mercado Inmobiliario Brasileño de Lopes", con ocho desarrollos habitacionales, 1.192 unidades y 639 millones de reales en "Valor General de Ventas". En comparación, el DF fue el cuarto mayor mercado nacional en 2012, con lanzamientos que aumentaron un Valor General de Ventas (VGV) de 3.300 millones de reales.

## Transportes y acceso
Las llamadas "Carreteras Parques" representan la comunicación por carretera entre Taguatinga y Brasília. Son tres las vías de acceso:
· DF-085 - Carretera Parque Taguatinga - EPTG, o "Línea Verde";
· DF-095 -  Carretera Parque Ceilândia - EPCL, o "Vía Estructural";
· DF-075 -  Carretera Parque Núcleo Bandeirante - EPNB.

La carretera federal BR-070, que bordea el sector norte de Taguatinga, permite el acceso a los municipios goianos de Aguas Lindas de Goiás y Pirenópolis.
Algunas de las más importantes vías internas de Taguatinga son:
· Avenida Comercial - Norte y Sur;
· Avenida Samdu -  Norte y Sur;
· Avenida Hélio Prates;
· Pistón - Norte y Sur, denominación local de la DF-001, Carretera Parque Contorno - EPCT;
· Avenida Central, denominación local de la EPTG entre Pistón y Samdu;
· Avenida Elmo Serejo – que permite el acceso al Estadio Elmo Serejo Farias, denominación local de la EPTG después de Samdu hasta el final, en la P5 del P Sur.
Taguatinga está comunicada por tres estaciones del Metro del Distrito Federal:
· Estación Plaza del Reloj;
· Estación Taguatinga Sur;
· Estación Centro Metropolitano.
Hay muchas terminales de autobuses urbanos, además de la estación de autobús de Taguatinga, de donde salen los autobuses interestatales.
La Plaza del Reloj, en la región central de Taguatinga, es el área donde hay mejores  transportes públicos. El usuario puede escoger el metro, el autobús y el taxi.

## Lugares de interés
- Museo de Armas : Contiene piezas como revólveres,pistolas,rifles,trabucos,carabinas,escopetas y otras armas del siglo XV. El museo se puede visitar en la sala de APC.
- Teatro de la Plaza : Inaugurado en 1996, administrado por la Dirección de Taguatinga desde que su antigua administradora (Fundación Cultural DF) desapareció.

## Curiosidades
Las primeras construcciones y los primeros habitantes de Taguatinga :
- Colegio Padre Antonio Bernardes,fundado en 1959,más tarde,Colegio Corazón de Maria  y hoy Centro Educacional Stella Maris;
- Gimnasio industrial,hoy Centro Educacional EIT,pestineciente a la red pública de enseñanza de Distrito Federal;
- Iglesia Católica Nuestra Señora de Perpétuo Socorro,trasladado al sector central donde actualmente está;
- Iglesia Protestante de Cristo,cerca del Mercado Sur en el sector BSur;
- Cine Paranoá,hoy Paranoá Center cuya la primera película fue Hércules de Tebas;
- Sede de la administración de Taguatinga donde está el Banco de Brasil;
- Primer Bar-Bar Havaí,de Astor Duarte.Era el puento del encuentro de los primeros habitantes,que se reunían para escuchar las poesías que Astor declamaba;
- Primer habitante – César Trajano de Lacerda,líder de los migrantes que revindicaban a la construcción de la Villa Sarah Kubitschek;
- Primera farmácia-Virgem da Victória;

## Símbolos de Taguatinga
- Reloj de la plaza Central : Simblo mayor de Taguatinga.Como un Obelisco,inaugurado el 22 de octubre del 1970,el Reloj de la Plaza Central es el principal monumento de Taguatinga.La construcción tiene 17 metros de altura y cuatro caras orientadas para los puntos cardinales.La obra fue donada en 1970 por la relojería multinacional japonesa Citzen,durante visita de su presidente,Eichi Yamada,a Brasilia.El autor del proyecto fue el ingeniero Adail Dalla Bernadina y el constructor el ingeniero Roper del Souza Nogueira.El monumento fue tumbado como el patrimônio cultural y artístico del Distrito Federal,por el decreto nº 11.823,del 18/09/1989.
- Plaza del DI : Fue la primera plaza inaugurada en Taguatinga.Su creación fecha de 1959, y a plaza era la sede del Departamento inmobiliário, (por eso el nombre DI) en la época de la construcción de la ciudad.Está ubicada en CNA,sirvió como lugar para registro de los futuros habitantes y distribución de lotes.En la década de 1980,un decreto cambió el nombre para Santos Dumont,pero sguió siendo llamada como Plaza del DI.Hasta la década de 1970,era el tradicional punto de encuentro de los habitantes que frecuentaban serenata en los salones de las proximidades.
- Taguaparque : El parque más conocido de Taguatinga. Ofrece a sus habitantes ocio y o contacto con la naturaleza, además del varias alternativas para disfrutar de un buen día del descanso. En la región hay una pista del “cooper” y una ciclopista con una extensión de poco más de 2 km. El parque además de muchas otras cosas todavía hay un centro cultural del 1160m²,un auditorio con cerca del 400 vacantes, un teatro al aire libre, un escenario con 173 m², y un hall de exposición y una recepción. En estos sitios ocurren grandes acontecimientos como cumpleaños de Taguatinga, la fiesta de Pentecostes, entre otros.

## Ciudad de talento
Ciudad que hace y consume arte.Hay famosos que los taguatinguenses se enorgullecen,personas que nacieron en la ciudad y hoy  son conocidas y reconocidas por Brasil.Ejemplos :
- Antonio Garcia Muralha (o poeta): Nació en Monte Carmelo,Minas Gerais,em 1948.Estudió y vivió em Araguari desde 1964 pero vivé en Taguatinga.Estudió em la Universidad de Brasília (UnB).Fue detenido y torturado durante la dictadura militar em 1974.Premiado con el trofeo del Jubileo de Plata de la ciudad de Taguatinga y el título del ciudadano Honorario de la misma ciudad.
- Joaquim Cruz (Atleta) : La historia de Joaquim Cruz no es tan reciente,pero no por esto,menos determinante.El atleta de Taguatinga fue el primer brasileño a obtener una medalla de oro olímpico en prueba de pista.Niño pobre,nació em una de las mayores ciudad de Distrito Federal,há aprendido disputar carreras con los pies descalzos.
- Leila Barros (Atleta) : También fue em Taguatinga,em el pátio de su casa,que la jugadora Leila Barros dio sus primeros pasos en la balónvolea.La hamaca era el tendedero de ropas de su mamá.Nació en 1971,sobrepasó los límites de Distrito Federal y fue parar la selección brasileña.Con un equipo de estrelas,consiguió dos medallas de bronce en las olimpiadas (Atlanta y Sídney),medalla de oro en los juegos panamericanos (JJ.OO) y winnipeg, y fue,por dos veces,la mejor jugadora de Gran Prix delbalónvolea,en 1996 y 1998.